# Nagy-Trianon
A Nagy-Trianon a versailles-i kastély hatalmas parkjában található épület Párizs mellett, az Île-de-France régióban, Yvelines megyében.
Ebben a kastélyban írták alá 1920. június 4-én az első világháborúban vesztes Magyarország új határait felrajzoló és jogfosztó békeszerződést.

## Története
Az épület 1670 és 1687 között, a Párizs környéki versailles-i kastély hatalmas parkjában épült, de az akkor még csak egyszerű kerti pavilonnak szánt építményt később jelentősen megnagyobbították.
Párja, a Kis-Trianon majd egy évszázaddal később épült. Közkeletű tévedés, hogy a trianoni békeszerződést a két palota közti folyosón írták alá, ám ilyen átjáró sohasem létezett, lévén a két kastély egymástól mintegy fél kilométernyi távolságra található.
Mindkét kastély nevét arról az aprócska településről kapta, amelynek helyén a Nagy-Trianont építették.
A Nagy-Trianon kastély XIV. Lajos francia király számára épült, hogy családtagjaival és a kiválasztott kevesekkel együtt ide vonulhasson vissza a versailles-i palotában zajló udvari élet fáradalmai elől. Külső, rózsaszín languedoci márvány burkolata miatt Márvány-Trianon néven is emlegették.
Helyén eredetileg egy kisebb épület állt, a „Porcelán-Trianon”, amelyet a király kedvese, Françoise Athénaïs de Rochechouart de Mortemart (Montespan márkiné) számára építettek, hogy a király közelében lehessen.
1687-ben (ekkor a márkiné már kiesett a király közvetlen kegyeiből) Jules Hardouin Mansart kapta a megbízást, hogy építsen nagyobb épületet és az építkezés a következő évben már be is fejeződött. A király uralkodásának vége felé az udvari etikett uralma ezen a kastélyon is elhatalmasodott és a királyi család „rejtekhelyként” már inkább a Marly kastélyt kezdte előnyben részesíteni.
Nagy-Trianonként az után kezdték el emlegetni az épületet, hogy XV. Lajos uralkodása idején felépült a Kis-Trianon kastély.
Az épületet a francia királyság bukása után feldúlták, majd 1805 és 1815 között I. Napóleon császár foglalta el, és empire stílusban rendeztette be.
Ma népszerű turistacélpont és gyakran a francia köztársasági elnök is itt találkozik külföldi vendégeivel.

### A békeszerződés helyszíne

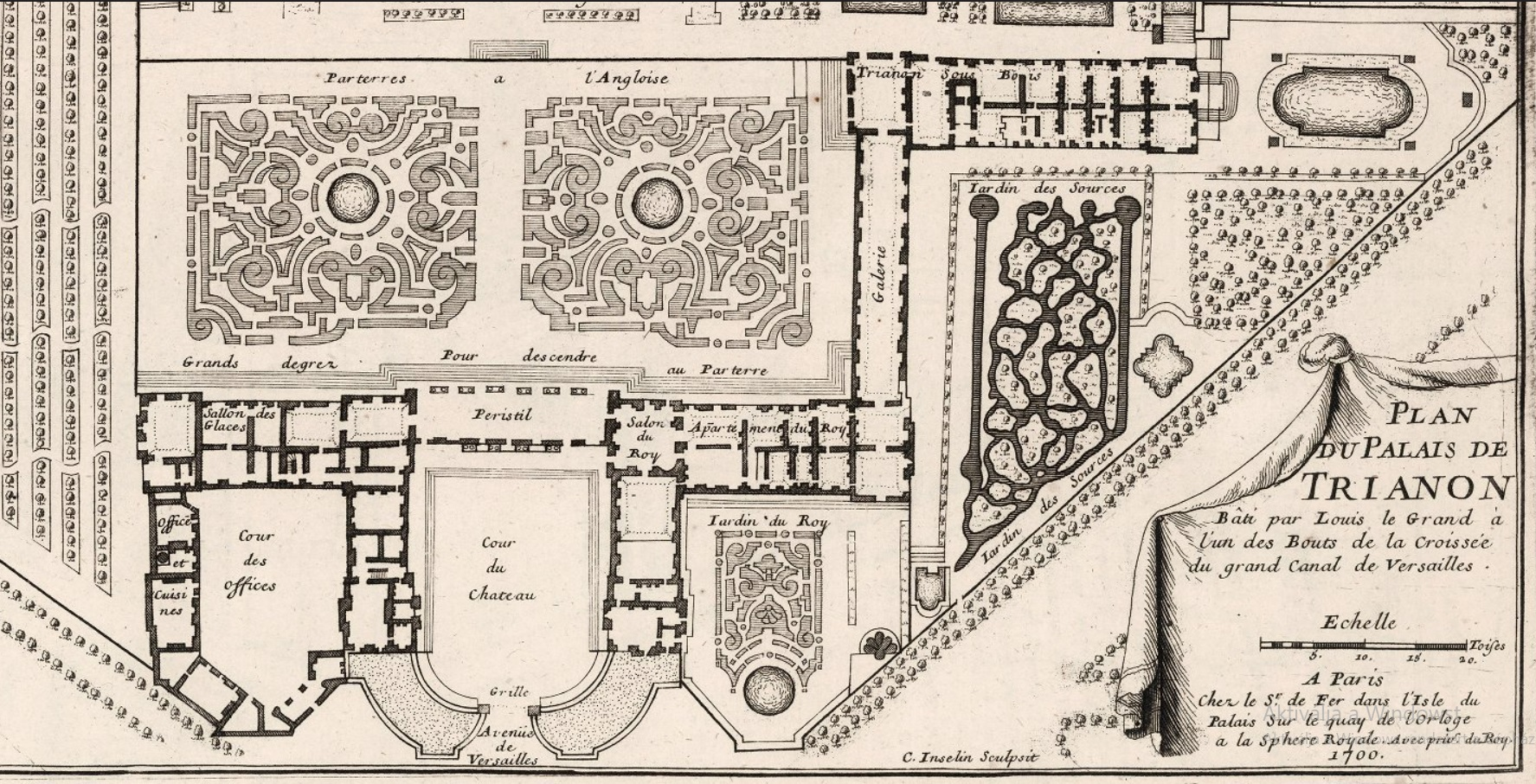
A Nagy-Trianon kastély terve 1700-ból

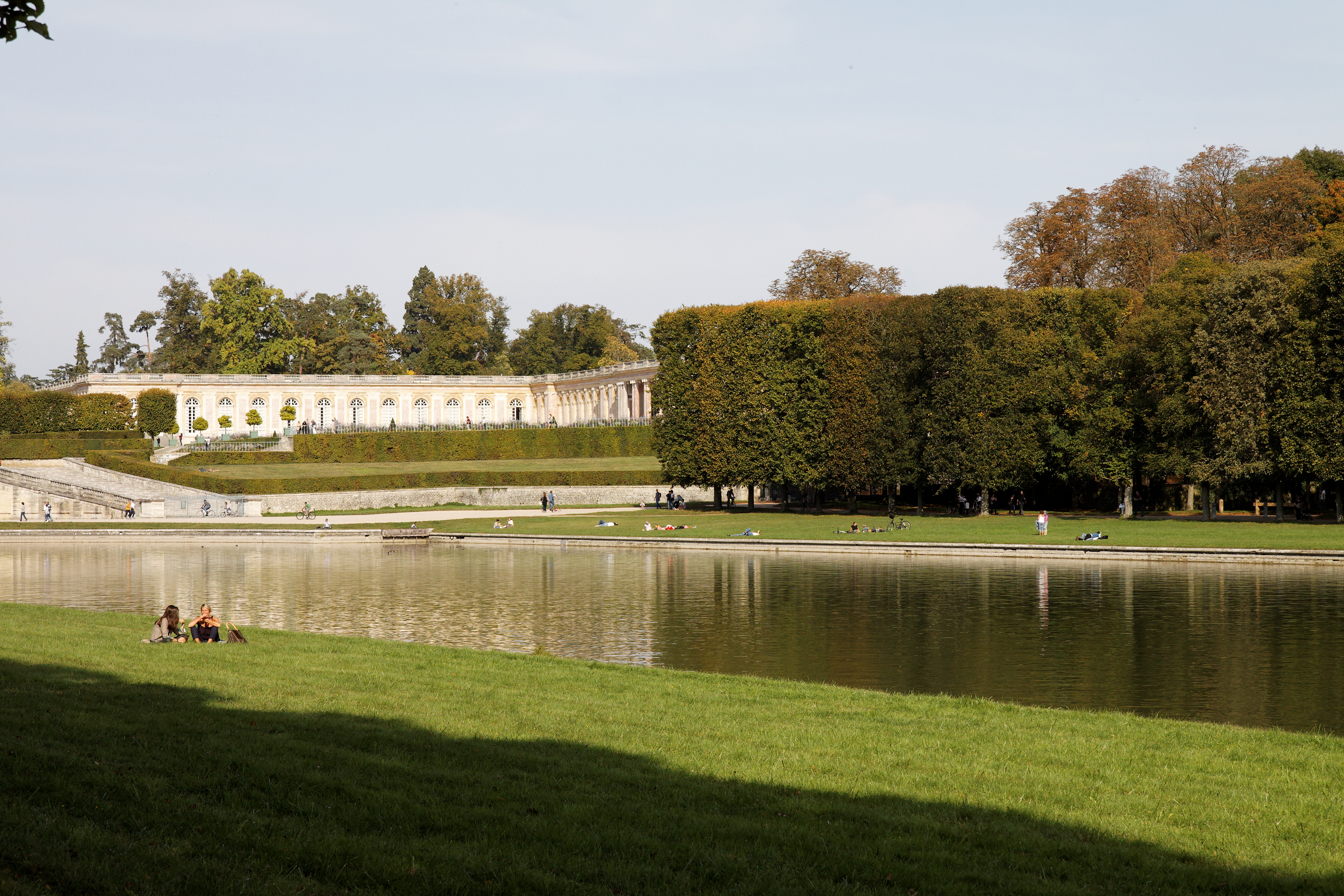
A Nagy-Trianon kastély látképe

Az első világháború utáni magyar békeszerződést 1920. június 4-én írták alá a Nagy-Trianon kastélyban.
Sok forrás még a közelmúltban is a Kis-Trianon kastélyt nevezte meg helyszínként, illetve a két Trianon palota közti (nem létező) folyosót. Ablonczy Balázs történész kutatásai szerint az utóbbi tévhit forrása valószínűleg a Pesti Napló 1920. június 4-iki száma. 
A Kis-Trianon már csak azért sem jöhet szóba, mert ebben egyszerűen nincs a ceremónián részt vevő hetven-nyolcvan ember befogadására alkalmas nagyságú terem.
Magyarország békeszerződését a Cotelle-csarnokban (franciául Galerie des Cotelles), ebben az 52 méter hosszú és hét méter széles (valóban folyosónak tetsző) teremben írták alá. (Az aláírás emlékét kis tábla őrzi.) Ez Jean Cotelle festőművészről kapta a nevét, aki a 17. században 21 versailles-i életképet festett a terem falaira. A csarnok további három képe Étienne Allegrain és Jean-Baptiste Martin alkotása. A termet öt 1810-ben készült 24-karos csillár világítja meg. A csarnok a kastély fő tömbjét és a Trianon-sous-Bois-t, a „liget felőli” szárnyat köti össze, amelyet Jacques Chirac francia elnök 1995-ben nyittatott meg a látogatók előtt.

## Galéria

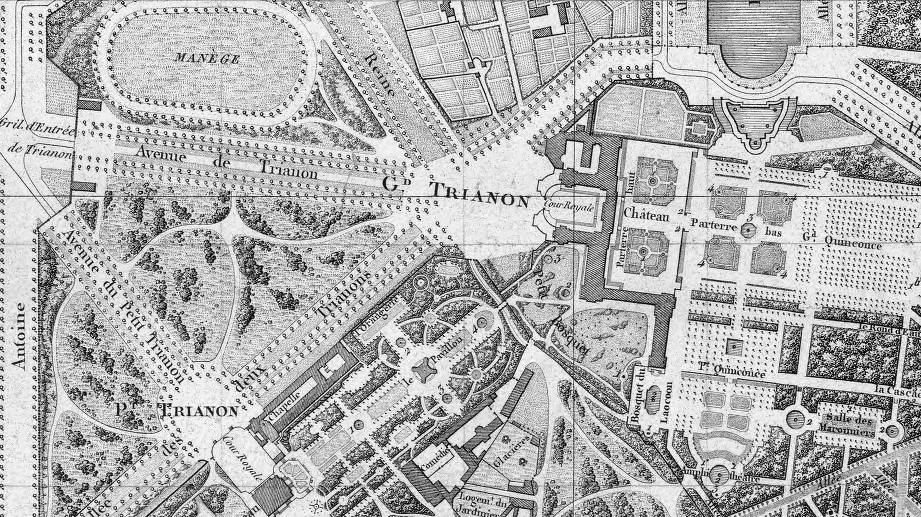
A Nagy-Trianon kastély térképe
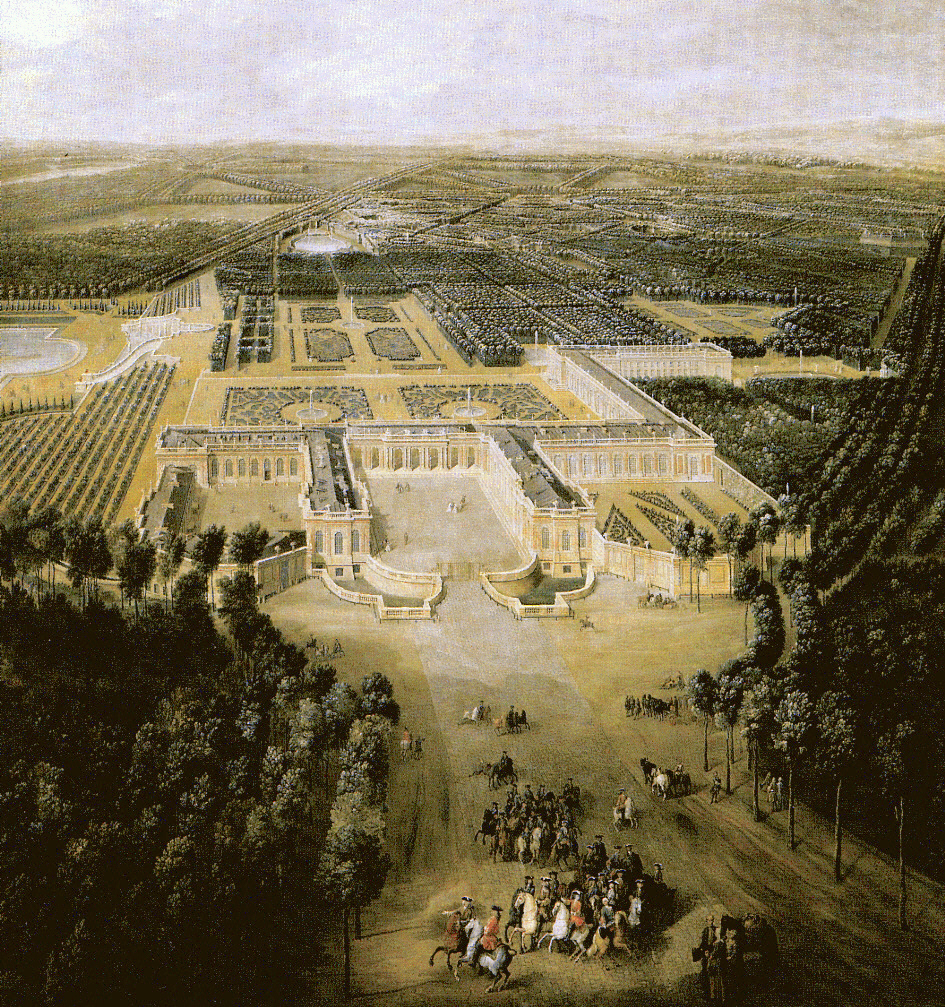
A Nagy-Trianon 1700-ban
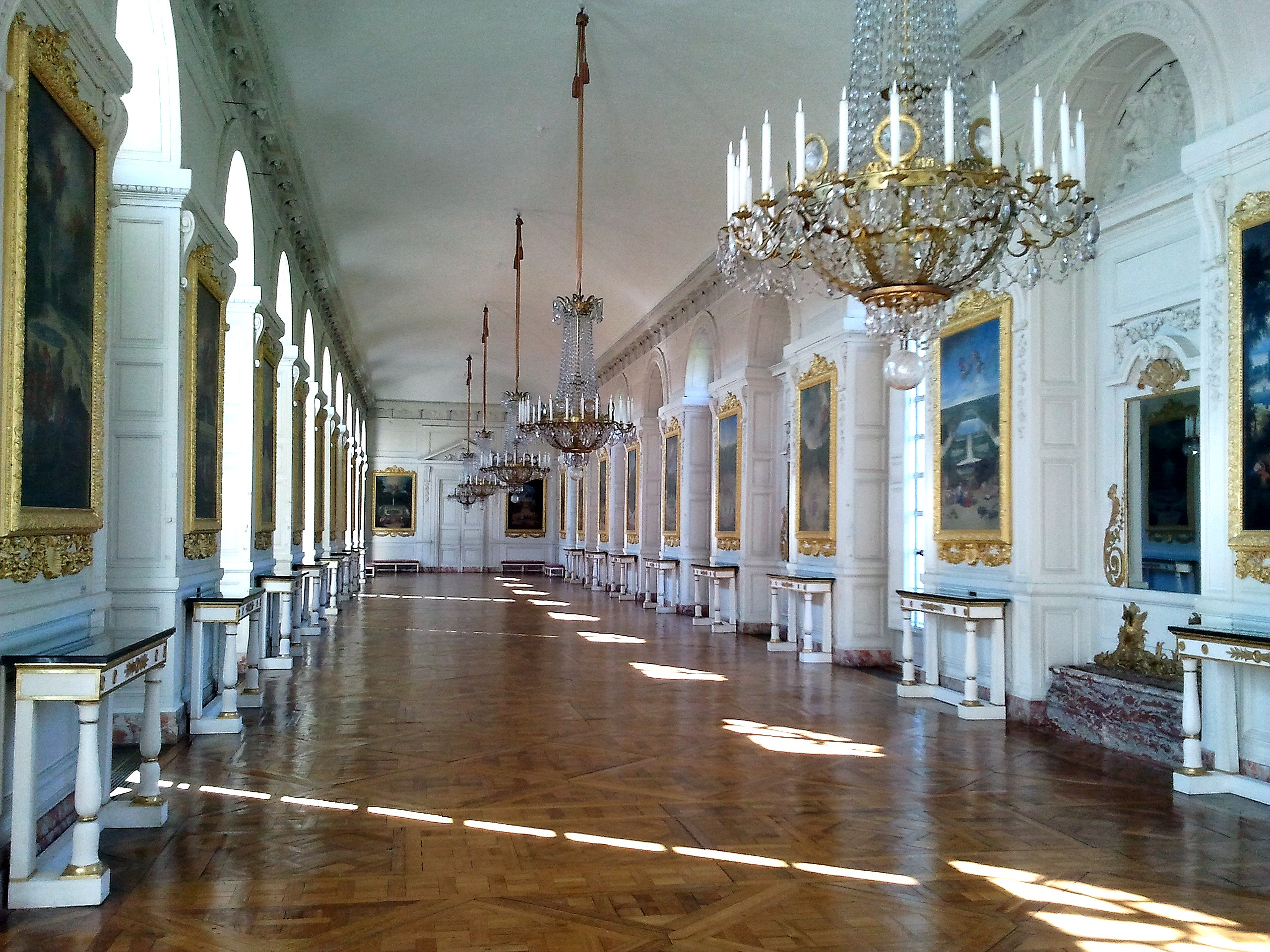
A Cotelle-csarnok. Az 52 méter hosszú és hét méter széles folyosó, ahol Magyarország békeszerződését aláírták
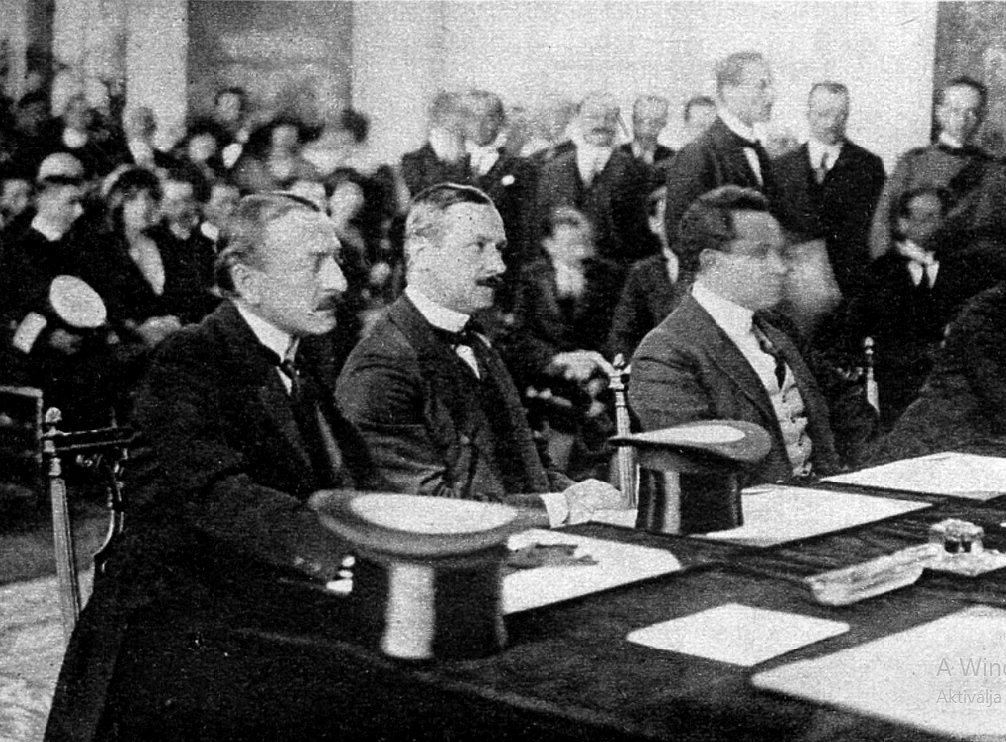
A magyar aláírók a tárgyalóasztalnál
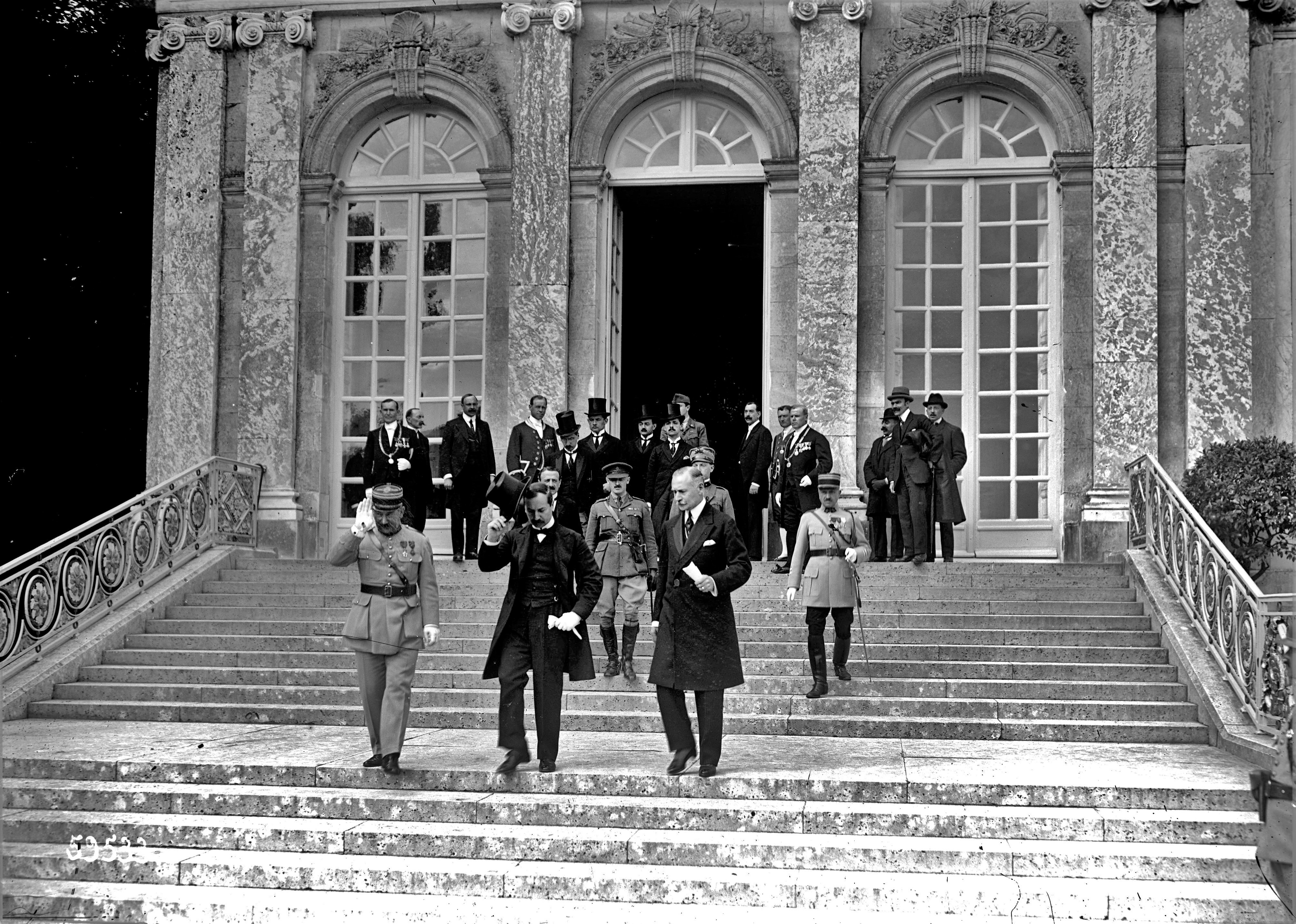
Benárd Ágost a küldöttség vezetője és Drasche-Lázár Alfréd rendkívüli követ és államtitkár elhagyja a trianoni békediktátum ünnepélyes aláírása után a Nagy-Trianon kastélyt 1920. június 4-én
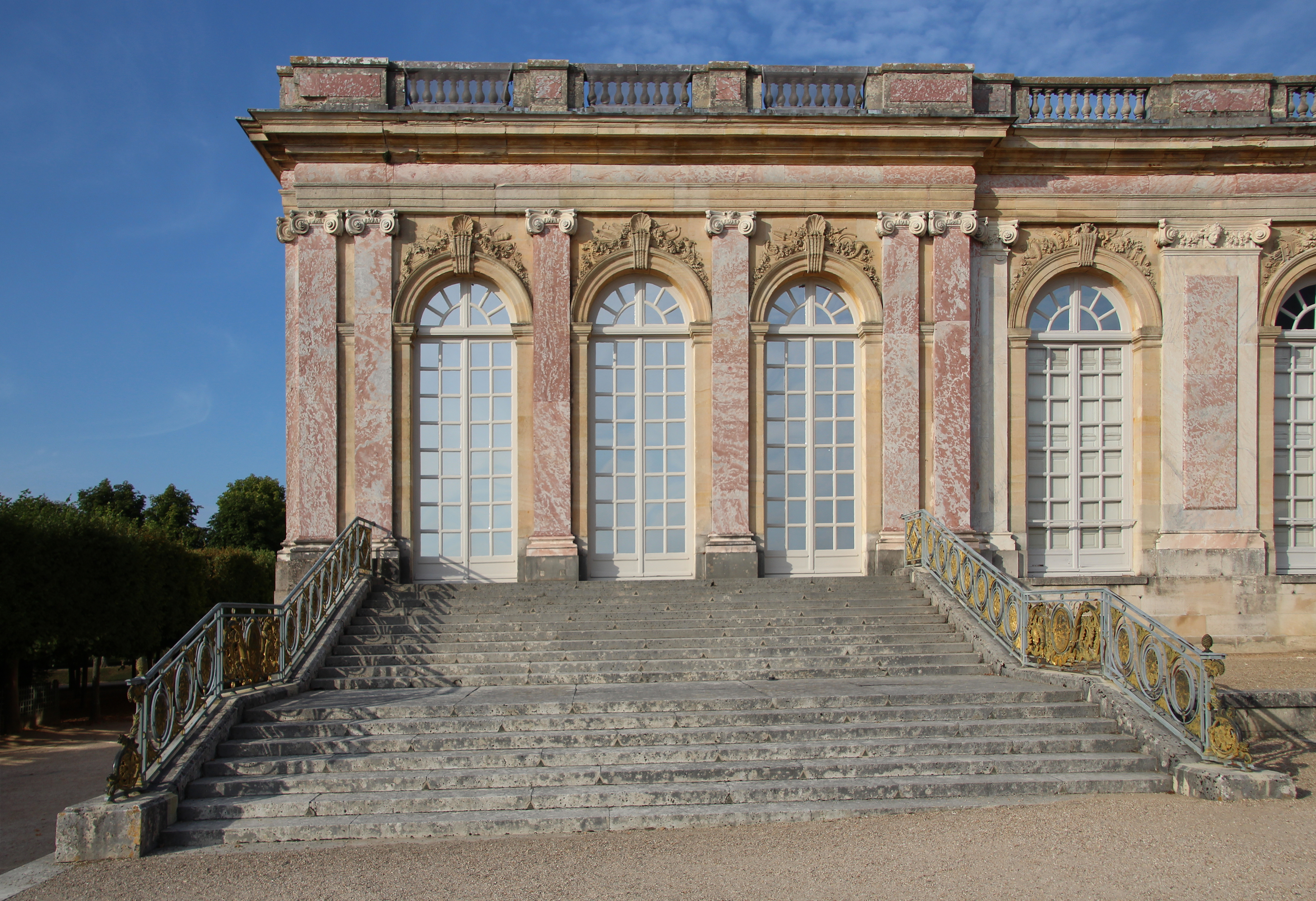
A Nagy-Trianon épületének részlete, az előző kép helyszíne napjainkban